# Бастија
Бастија (фр. Bastia, корз. Bastìa) град је у Француској, у департману Горња Корзика.
По подацима из 1999. године број становника у месту је био 37.884.

## Географија

### Клима
| Клима (Бастија)            | Клима (Бастија) | Клима (Бастија) | Клима (Бастија) | Клима (Бастија) | Клима (Бастија) | Клима (Бастија) | Клима (Бастија) | Клима (Бастија) | Клима (Бастија) | Клима (Бастија) | Клима (Бастија) | Клима (Бастија) | Клима (Бастија) |
| Показатељ \ Месец          | .Јан.           | .Феб.           | .Мар.           | .Апр.           | .Мај.           | .Јун.           | .Јул.           | .Авг.           | .Сеп.           | .Окт.           | .Нов.           | .Дец.           | .Год.           |
| -------------------------- | --------------- | --------------- | --------------- | --------------- | --------------- | --------------- | --------------- | --------------- | --------------- | --------------- | --------------- | --------------- | --------------- |
| Средњи максимум, °C (°F)   | 13,6 (56,5)     | 13,8 (56,8)     | 15,6 (60,1)     | 17,8 (64)       | 22,0 (71,6)     | 25,8 (78,4)     | 29,1 (84,4)     | 29,3 (84,7)     | 25,8 (78,4)     | 21,9 (71,4)     | 17,4 (63,3)     | 14,5 (58,1)     | 20,6 (69,1)     |
| Просек, °C (°F)            | 9,1 (48,4)      | 9,4 (48,9)      | 10,8 (51,4)     | 12,9 (55,2)     | 16,3 (61,3)     | 20,0 (68)       | 23,2 (73,8)     | 23,3 (73,9)     | 20,6 (69,1)     | 17,1 (62,8)     | 12,9 (55,2)     | 10,1 (50,2)     | 15,5 (59,9)     |
| Средњи минимум, °C (°F)    | 5,1 (41,2)      | 4,9 (40,8)      | 6,7 (44,1)      | 8,8 (47,8)      | 12,4 (54,3)     | 16,0 (60,8)     | 19,0 (66,2)     | 19,4 (66,9)     | 16,5 (61,7)     | 13,3 (55,9)     | 9,2 (48,6)      | 6,3 (43,3)      | 11,5 (52,7)     |
| Количина падавина, mm (in) | 67 (26,4)       | 57 (22,4)       | 60 (23,6)       | 76 (29,9)       | 50 (19,7)       | 41 (16,1)       | 13 (5,1)        | 21 (8,3)        | 81 (31,9)       | 127 (50)        | 114 (44,9)      | 93 (36,6)       | 799,3 (314,69)  |
| [ тражи се извор ]         |                 |                 |                 |                 |                 |                 |                 |                 |                 |                 |                 |                 |                 |

## Демографија
| 1962.  | 1968.  | 1975.  | 1982.  | 1990.  | 1999.  | 2011.  |
| ------ | ------ | ------ | ------ | ------ | ------ | ------ |
| 31.375 | 38.746 | 42.810 | 44.020 | 37.845 | 37.884 | 42.912 |

## Партнерски градови
- Ердинг
- Вијаређо